# Martin Heeb
Martin Heeb, född 5 november 1969 i Grabs i Schweiz, är en liechtensteinsk före detta fotbollsmålvakt.

## Fotbollskarriär
Heeb spelade 25 landskamper för Liechtensteins landslag och utsågs till årets fotbollsspelare i Liechtenstein 1993 och 1995.
Han medverkade 2011 i en veteranmatch mellan Liechtenstein och Schweiz.
Heeb har efter spelarkarriären varit målvaktstränare i Liechtensteins ungdomslandslag.